# Jag, legend
Jag, legend är en singel av det svenska punkbandet Räserbajs, utgiven år 1995 på Kamel Records. Singeln består av två spår: titelspåret “Jag, legend” samt B-spåret “Interna klubben”.
Texten till “Jag, legend” skildrar hur en ung man med musikdrömmar gradvis frångår sina ideal och ger upp sin individualitet i strävan efter kommersiell framgång. Genom satiriska referenser till popkulturen under 1980-talet kritiserar låten samtidens kändiskultur och bristande självrespekt som präglar den.
År 1996 spelade Räserbajs in en musikvideo till låten “Jag, legend”, med hjälp av dåvarande gymnasieelever på mediaprogrammet. Den filmades bland annat i det då rivningshotade och numera rivna Alingsås bryggeri i bandets hemstad Alingsås. Videon har fått viss kultstatus bland fans.
Bandumsättningen bestod vid singelns inspelning av Erik Hjortstam (bas, sång), Martin Gustavsson (gitarr, sång), Rickard Stark (gitarr, ledsång) och Joakim Levin (trummor, sång).

## Låtlista[1]
1. "Jag, legend" – 2:47
2. "Interna klubben" – 2:45